# I Should Coco
I Should Coco è il primo album discografico in studio del gruppo musicale alternative rock inglese Supergrass, pubblicato nel maggio 1995.

## Tracce
1. I'd Like to Know – 4:02
2. Caught by the Fuzz – 2:16
3. Mansize Rooster – 2:34
4. Alright – 3:01
5. Lose It – 2:37
6. Lenny – 2:42
7. Strange Ones – 4:19
8. Sitting Up Straight – 2:20
9. She's So Loose – 2:59
10. We're Not Supposed To – 2:03
11. Time – 3:10
12. Sofa (of My Lethargy) – 6:18
13. Time to Go – 1:56

## Formazione
- Gaz Coombes - voce, chitarra
- Danny Goffey - batteria
- Mick Quinn - basso
- Rob Coombes - tastiere